# Descamisados
Der Begriff Descamisados (Hemdlose) bezeichnet die Menschen der argentinischen Bevölkerung, die so arm waren, dass ihnen sogar das „letzte Hemd genommen wurde“.
Besonders Eva Perón, die Frau des argentinischen Präsidenten Juan Domingo Perón, prägte diesen Begriff und setzte sich besonders für die Descamisados ein. Nachdem Perón 1945 vom Militär verhaftet worden war, mobilisierte sie die Descamisados zu Aufständen, die seine Freilassung forderten. Bereits wenige Tage nach seiner Festnahme wurde er wieder freigelassen. „Innerhalb weniger Jahre schließen sich 5 Millionen descamisados seiner Gewerkschaftsbewegung an“. Frau Perón nannte sich selbst „die erste Hemdlose des Landes“.